# Franz Josef Hamm
Franz Josef Hamm (* 2. Mai 1936 in Limburg an der Lahn) ist ein deutscher Architekt. Nach stark unter dem Einfluss von Le Corbusier stehenden Bauten wurden Denkmalpflege und Gebäudeerhaltung – insbesondere von Fachwerkbauten – Schwerpunkte seiner Betätigung.

## Leben

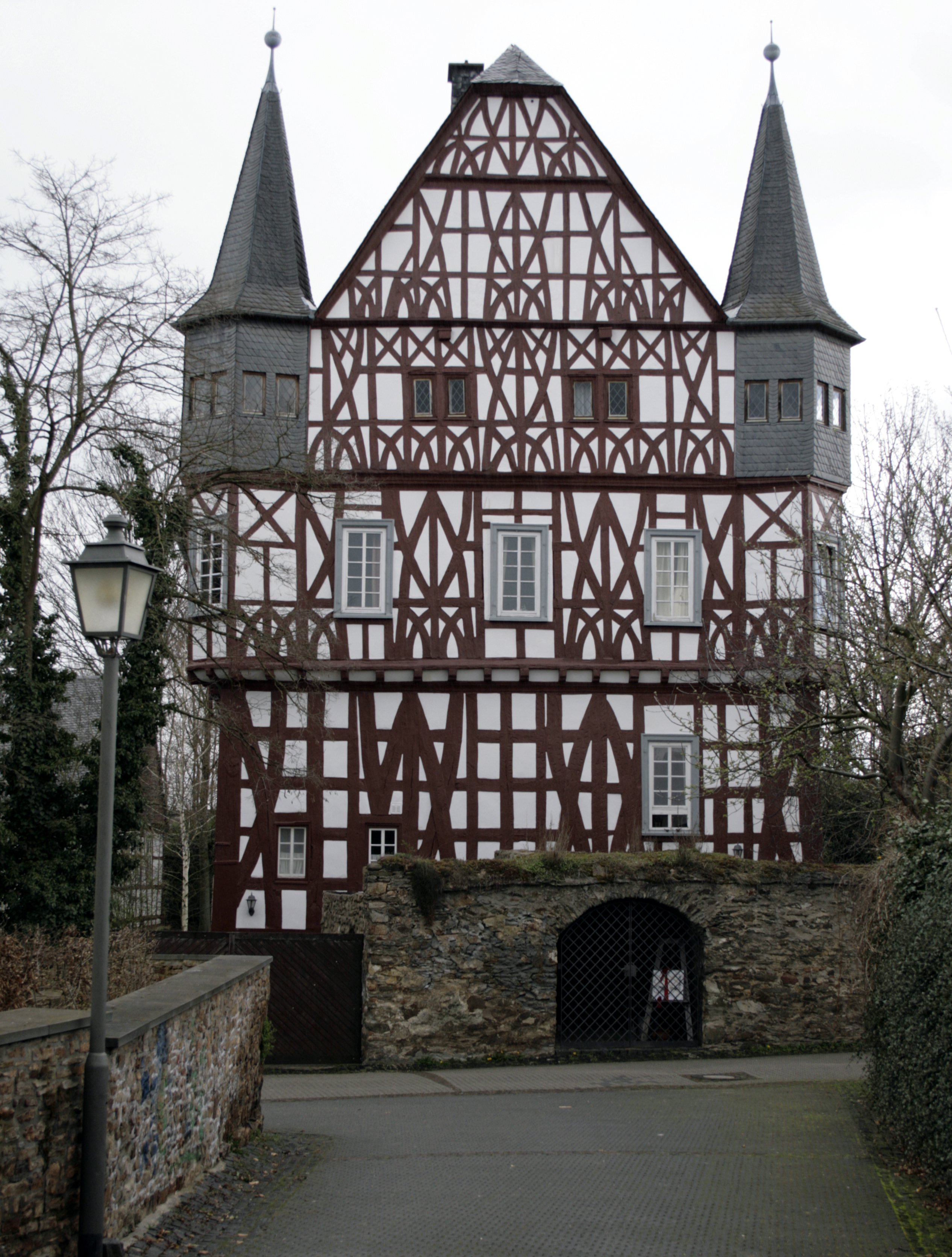
Steinsches Haus in Kirberg, 1975 teilrekonstruiert

Franz Josef Hamm wurde 1936 als Sohn von Anna Maria und dem Eisenbahner Adam Hamm geboren. Nach einer Lehre als Baukaufmann (1952–1955) und einem Baustellenpraktikum bei einem Bauunternehmer studierte Hamm Architektur an der Staatsbauschule Idstein (1957–1960). Es folgten Lehrjahre in zwei Architektenbüros in Limburg und Wiesbaden (1960–1965), bis er sich im Jahr 1965 als freier Architekt und Gutachter für Denkmalpflege selbstständig machte. Seine berufliche Tätigkeit umfasste Denkmalpflege und Gebäudesanierung, Wohn- und Sozialbauten, Museumsbauten, Bauten der Wirtschaft, Freiraumgestaltung sowie Gutachten zu Gebäudeerhaltung und Denkmalpflege. Neben seiner Architektentätigkeit kuratierte er zahlreichen Ausstellungen zur Kunst der frühen Moderne.
Im Bund Deutscher Architektinnen und Architekten (BDA) war Hamm von 1972 bis 1998 für einige Jahre Vorstandsmitglied der Bezirksgruppe Wiesbaden und im Anschluss Mitglied im Berufungsausschuss. Von 1998 bis 2004 war er Mitglied im Verbandsgericht des Landesverbands und seit 2002 stellvertretender Vorsitzender. 2019 wurde er zum Ehrenmitglied des Landesverbands ernannt. Hamm war 1973–1981 Mitglied im Arbeitskreis Architektur und Denkmalpflege des BDA-Bundesverbands. 1994–2000 war er im Deutschen Werkbund Mitglied im Programmausschuss, in der Arbeitsgruppe Werkbundsiedlung WuWA in Breslau und 1980–2004 in der Architekten- und Stadtplanerkammer Hessen Mitglied der Vertreterversammlung. Hamm hatte zudem Lehraufträge an der Gesamthochschule Kassel (heutige Universität Kassel) und der Fachhochschule Koblenz inne sowie an der Propstei Johannesberg, dem Seminar „Architekten in der Denkmalpflege“ in Fulda. Von Hamm stammen zahlreiche Veröffentlichungen zu den Themen Hausforschung, Gebäudeerhaltung und Denkmalpflege sowie zur Architektur- und Kunstgeschichte des 20. Jahrhunderts.
Hamm gilt als Pionier der Altstadtsanierung, besonders auf dem Gebiet der Rekonstruktion von Fachwerkhäusern. In Zusammenarbeit mit Hildegard Schirmacher und Walter Neuhäusser (1970–1975) wurden Teile der Limburger Altstadt fachgerecht saniert, was Modellcharakter für andere Projekte wie die Marburger Altstadtsanierung hatte. Auf Basis einer Architektenpartnerschaft mit Jörg Torsten Brod führte Hamm von 2005 bis 2014 ein Architektenbüro, das unter anderem die Sanierung von Fachwerkhäusern des Frankfurter Römers verantwortete. Seit 1976 erhielt er etliche Auszeichnungen durch den Hessischen Heimatbund und durch verschiedene Städte, Kommunen und Landkreise.
Der Erhalt und die Sicherung der historischen Substanz gehen mit dem Rückbau späterer (konstruktiver) Veränderungen einher, um den ursprünglichen Charakter wieder freizulegen. Bis auf moderne Sicherungsmaßnahmen kommen traditionelle handwerkliche Techniken und Materialien zum Einsatz. Hamm legt auf die Funktionalität der Gebäude Wert, aber auch auf die Reversibilität von modernen Eingriffen und Ergänzungen.
Hamm engagiert sich über seine berufliche Tätigkeit hinaus für seine Heimatstadt und war 1975–1987 Vorsitzender einer Bürgerinitiative für den Denkmalschutz in Limburg, war viele Jahre Vorstandsmitglied des Förderkreises Bildende Kunst Limburg und ist seit 1980 Mitglied im Kuratorium der Stiftung Ernst Moritz Engert Limburg. Er ist Kunstsammler und Kunstmäzen.

## Bauten und Entwürfe (Auswahl)

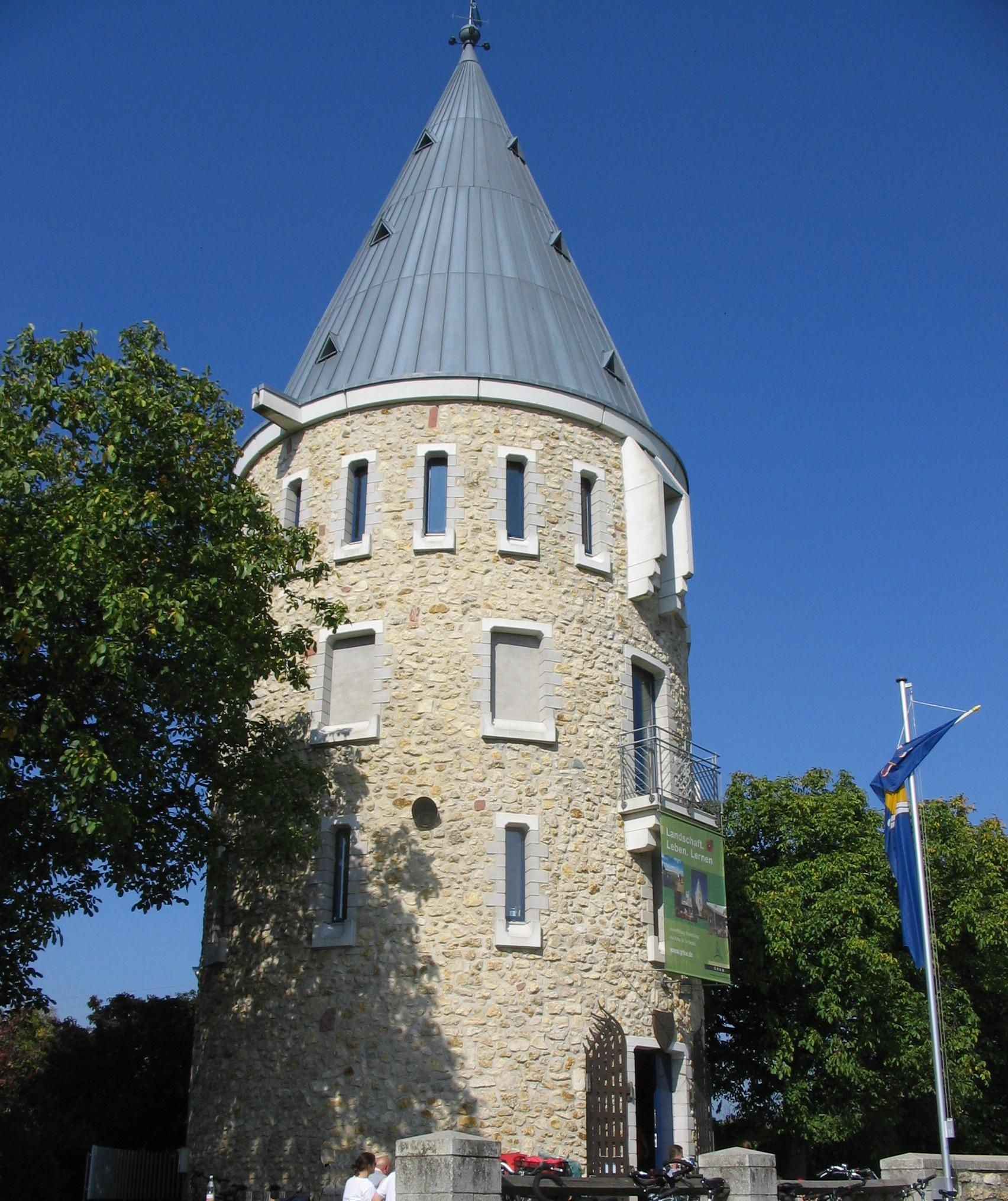
1996 rekonstruierte Flörsheimer Warte

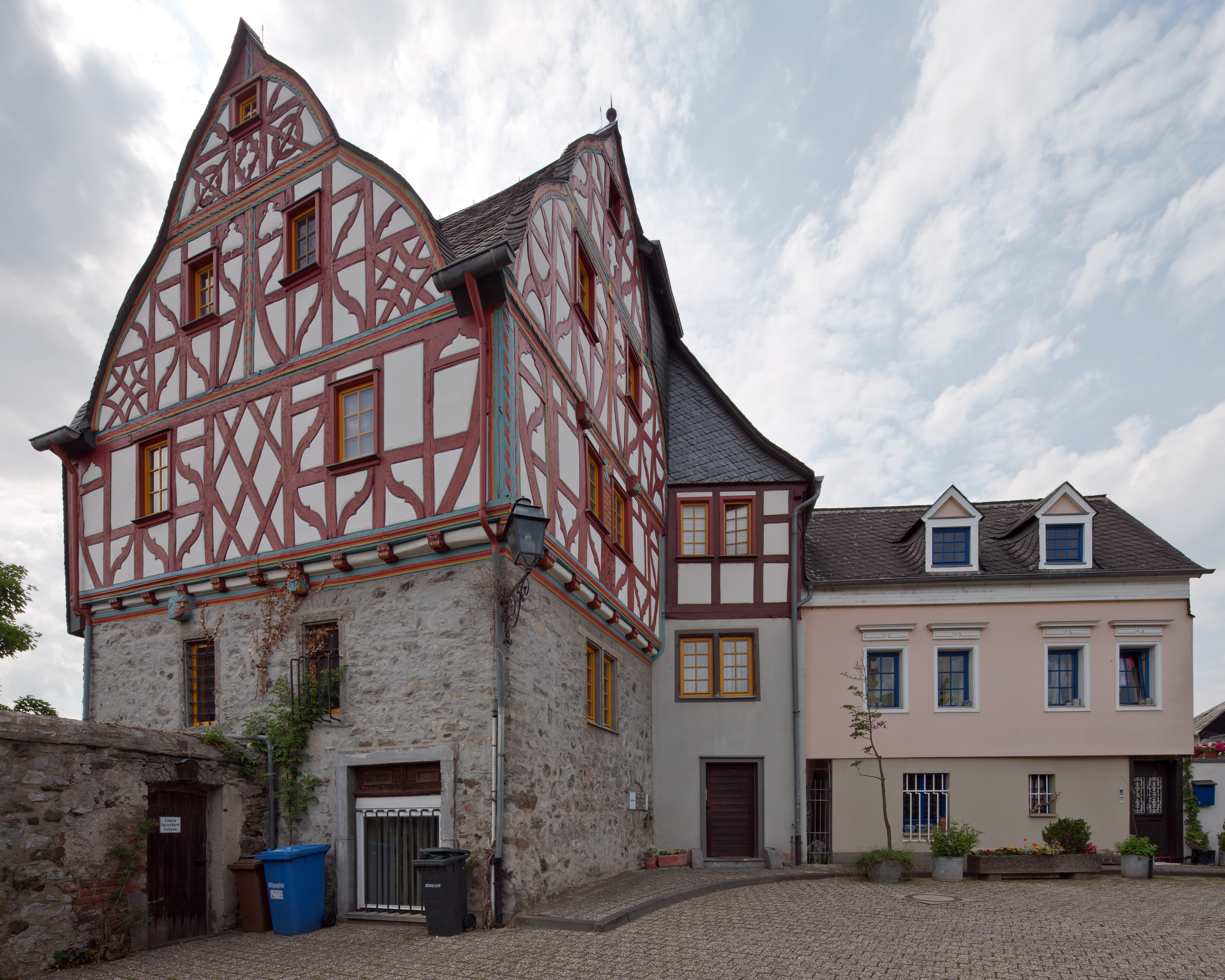
Saniertes Fachwerkhaus in Limburg, Nonnenmauer

- 1969–1972: Limburg, Nonnenmauer 7 (Sanierung, 1977 und 2004 Restaurierungen der Fassade)
- 1972–1973: neue Kapelle auf dem Hauptfriedhof Limburg an der Lahn (Neubau)
- 1973–1974: Limburg, Fischmarkt 16/17 (Sanierung)
- 1975–1976: Limburg, Barfüßerstraße 6 (Sanierung)
- 1976–1977: Limburg, Die kleine Domtreppe 7 (Sanierung)
- 1976–1977: Limburg, Römer 1 (Sanierung und Anbau eines Treppenturms)[4],
- 1980–1983: Steinscher Hof in Kirberg (Teilrekonstruktion)
- 1979–1984: Leininger Hof in Mainz (Sanierung und Teilneubau)
- 1983–1985: Limburg, Kapelle des Marienhofs (Restaurierung und Umbau)
- 1978–1986: Rathaus Dausenau (Sanierung und Umnutzung)
- 1979–1991: Altes Schloss Büdesheim (Sanierung und Umnutzung)[5]
- 1983–1991: Rathaus Neustadt (Schloss Dörnberg) (Sanierung und Umnutzung)
- 1987–1989: Limburg, Fischmarkt 8/9 (Sanierung)
- 1991–1992: Altes Rathaus Butzbach-Ostheim (Sanierung und Umnutzung)
- 1995–1997: Flörsheimer Warte (Rekonstruktion nach Archivalien)
- 1998–2001: Limburg, Rossmarkt 15 (Sanierung)
- 2001: Mainturm und Wärmstübchen in Flörsheim am Main  (Sanierung, Erweiterung und Verbindung durch einen Glassteg)
- 2002–2003: Altes Rathaus Dietenhausen (Weilmünster) (Sanierung)
- 2002–2004: St. Martin (Idstein) (Restaurierung und Neuordnung)
- 2003–2006: Kapelle von Schloss Molsberg (Sanierung)
- 1983–2011: Schloss Langenau (Wiederherstellung)
- 2009–2011: Bauten der Ostzeile des Frankfurter Römers (Sanierung, zusammen mit Jörg Torsten Brod)
- 1984–2014: Steinsches Schloss (Nassau) (Wiederherstellung)
- 1987–2014: Burg Lahneck (Wiederherstellung)

## Preise (Auswahl)
- 1970: Rompreis der Deutschen Akademie Rom Villa Massimo
- 1982: Staatspreis für Architektur und Städtebau Rheinland-Pfalz
- 1998: Denkmalschutzpreis des Wetteraukreises für das Historische Rathaus in Butzbach-Ostheim
- 2010: Bundesdenkmalschutzpreis für die Sanierung der Schlosskapelle Molsberg
- 2015: Ehrenplakette der Stadt Limburg

## Schriften (Auswahl)
- 1920/21 – ein Künstlerpaar in Assisi. Josef Eberz (1880–1942) + Gertrud Eberz-Alber (1879–1955). Ausstellung vom 5. Juli–30. August 2020 in den Kunstsammlungen der Stadt Limburg. Der Magistrat der Kreisstadt Limburg a. d. Lahn, Limburg an der Lahn 2020, ISBN 978-3-936162-14-1.
- mit Felicitas Reusch: Ein Künstlerpaar zwischen den Weltkriegen. Der Bildhauer Arnold Hensler und die Fotografin Annie Hensler-Möring. Reichert, Wiesbaden 2018, ISBN 978-3-95490-312-2.
- Martin Weber und Arnold Hensler. Eine Künstlerpartnerschaft. In: Das Münster. 64. Jahrgang, 2011, Heft 1, S. 10–19.
- Magistrat der Kreisstadt Limburg an der Lahn (Hrsg.): Ungewohnte Blicke auf die Limburger Altstadt. Magistrat, Limburg an der Lahn 2010, ISBN 978-3-936162-07-3.
- Über das Rekonstruieren von Fachwerkhäusern. In: Ursula Wenzel (Hrsg.): Standpunkte zur Bebauung des Frankfurter Römerbergs. Deutscher Werkbund Hessen, Frankfurt am Main 2007, S. 49–51.
- Josef Eberz. Bau- und raumbezogene Arbeiten, Wandmalereien, Mosaiken, Fenster, Altarbilder. Ausstellung in den Kunstsammlungen der Stadt Limburg 28. November 1997 bis 11. Januar 1998. Förderkreis der Freunde der bildenden Kunst e. V. Limburg / Magistrat der Kreisstadt Limburg a. d. Lahn, Limburg an der Lahn 1997, ISBN 3-9802789-5-6.
- Im Gegenlicht – ein Schattenbild. Engert zum 100. Geburtstag. Ausstellung in den Kunstsammlungen der Stadt Limburg, Ernst-Moritz-Engert-Museum in Stadtmuseum Hadamar 24. Februar – 5. April 1992. Ernst-Moritz-Engert-Museum / Limburg a. d. Lahn, Kulturamt, Limburg an der Lahn 1992, ISBN 3-9802789-1-3.
- Das Alte Schloß in Büdesheim. Zur Bau- und Sanierungsgeschichte. In: Butensheim, Büdesheim. 817–1992 / zur 1175-Jahrfeier hrsg. von der Gemeinde Schöneck in Hessen. Gemeinde Schöneck, Schöneck 1992, S. 511–542.
- Engert und seine Künstlerfreunde – Boheme in München und Berlin. Ausstellung in den Kunstsammlungen der Stadt Limburg 3. Dezember 1989 bis 28. Januar 1990. Der Magistrat der Kreisstadt Limburg a. d. Lahn / Kuratorium der Professor Ernst Moritz Engert Stiftung bei der Kreisstadt Limburg a. d. Lahn, Limburg an der Lahn 1989.
- Historisches Rathaus Dausenau an der Lahn. Untertitel	Dokumentation der Wiederherstellung. Verbandsgemeinde, Bad Ems 1986.
- Arnold Hensler. In: Hessische Heimat. Band 29, 1979, S. 43–48.
- Kragwölbung und Kragkuppel. Konstruktion, Formgebung und Verbreitung neuzeitlicher Bauten in vorzeitlicher Technik. In: Bonner Jahrbücher. Band 174, 1974, S. 299–335, doi:10.11588/bjb.1974.1.83667.